# 回航
回航（かいこう）とは、輸送対象の船舶そのものを操縦してその船舶を輸送すること。

## 目的
小型のボートやヨットなどを輸送する場合、小型のものはトラックによる陸送が一般的であるが、道路交通法による寸法制限のため（特に高さ制限にかかる場合が多い）、限界値を超える大型の船舶は海上ルートでの輸送をとる場合が多く、特に船舶の場合は輸送対象となる船舶そのものを動かして輸送する回航という方法をとる場合がある。
海上輸送の場合、さらに大型の船舶に搭載して運ぶ方法もあるが、その場合、不安定な船舶を固定するための梱包（船台の用意など）や積み降ろし作業などに多くの時間と費用がかかるため、国内輸送の場合は小型船舶から大型船舶までほとんどの場合が回航という輸送方法がとられる。
特にヨットの場合、道路交通法の高さ制限にほぼ例外なくかかるが、マストを倒したり起こしたりする費用が高額なため、近距離の場合はほとんど回航によって輸送される。

## 用語
元々回航という言葉は小型船舶（主にプレジャーボート）を取り扱う業者の間での業界用語であり、廻航や回送とも呼ばれ、どれも同じ意味をさす。
現在では辞書にも載っている言葉だが、廻航は辞書によっては誤用としているものもある。また、営業航行である回船という言葉について、現在では時代劇でしか見られないなど、事実上の死語となっているため、回航の意味で誤用している者も見られる。